# Helmut Käutner
Helmut Käutner, född 25 mars 1908 i Düsseldorf, Kejsardömet Tyskland, död 20 april 1980 i Castellina in Chianti, Italien, var en tysk regissör och skådespelare. Käutner var framträdande inom den tyska filmen i synnerhet på 1940- och 50-talen, med opolitiska filmer som kännetecknas av poetisk realism.

## Liv och gärning
Helmut Käutner föddes i Düsseldorf men växte upp i Essen. Han studerade bland annat filosofi och teatervetenskap vid Münchens universitet, där han år 1930 var med och bildade en kaberetgrupp, som genom sin drift med firandet av Goetheåret 1932 nådde framgång och fick turnera i den tyskspråkiga världen. Gruppen framträdde även i filmen Kryssaren Emden från 1932. Käutner blev snabbt en etablerad skådespelare och regissör på teaterscener. År 1939 regisserade han sin första långfilm, Första försöket, som dock blev förbjuden i Tyskland strax efter premiären, med hänvisning till "pro-brittiska tendenser". Käutner såg därefter till att hålla sina filmer opolitiska. Frånsett filmen Vi ses igen, Franziska! från 1941, där myndigheterna tvingade fram ett krigspropagerande slut, är Käutners filmer från naziståren utpräglat opolitiska. De kännetecknas istället av en poetisk realism som även vann gillande i utlandet. Bland hans viktigaste filmer från tiden märks Det gåtfulla leendet (1943), Människor i hamn (1944) och Under broarna (1945). Den sistnämnda gick nästan förlorad under andra världskrigets slutskede, men två kopior räddades till Sverige, och filmen kunde senare befästa en framträdande ställning i den tyska filmhistorien.
Efter kriget deltog Käutner i omorganiseringen av landets teatervärld. Redan 1947 återkom han till filmen, med Autostrada som var Västtysklands allra första långfilm. Bland hans tyska efterkrigsfilmer finns Den sista bron (1954), Djävulens general (1955) och Kuppen i Köpenick (1956), som blev framgångsrika både i hemlandet och utomlands. I slutet av 1950-talet gjorde han även två amerikanska filmer. På 1960-talet blev Käutners karriär inom biofilmen alltmer perifer, men han var produktiv inom TV och radioteater fram till 1977, då han pensionerade sig och slog sig ned i Toscana. Året därpå utnämndes han till hedersprofessor av Berlins senat. Han avled i sitt hus i Italien 1980.

## Filmregi i urval
- Första försöket (Kitty und die Weltkonferenz) (1939)
- Vi ses igen, Franziska! (Auf Wiedersehn, Franziska!) (1941)
- Annuschka (Anuschka) (1942)
- Det regnar musik (Wir machen Musik) (1942)
- Det gåtfulla leendet (Romanze in Moll) (1943)
- Människor i hamn (Große Freiheit Nr. 7) (1944)
- Under broarna (Unter den Brücken) (1945)
- Autostrada (1947)
- Adam, Eva och ormen (Der Apfel ist ab) (1948)
- Våld i hemlighet (Epilog: Das Geheimnis der Orplid) (1950)
- Den sista bron (Die letzte Brücke) (1954)
- Hans okända modell (Bildnis einer Unbekannten) (1954)
- Djävulens general (Des Teufels General) (1955)
- Himmel utan stjärnor (Himmel ohne Sterne) (1955)
- Kuppen i Köpenick (Der Hauptmann von Köpenick) (1956)
- Monpti (1957)
- De underbara åren (The Restless Years) (1958)
- Avslöjad (A Stranger in My Arms) (1959)
- Skuggan av ett brott (Der Rest ist Schweigen) (1959)
- Ett glas vatten (Das Glas Wasser) (1960)
- Die Rote (1962)

## Teater

### Regi
| År   | Produktion                | Teater                         |
| 1973 | Kiss me, Kate Cole Porter | Theater an der Wien, Wien      |
| 1973 | Melusine Aribert Reimann  | Bayerische Staatsoper, München |